# Elleguna major
Espèce
Elleguna major est une espèce d'araignées aranéomorphes de la famille des Stiphidiidae.

## Distribution
Cette espèce est endémique du Queensland en Australie. Elle se rencontre dans le parc national d'Eungella.

## Description
Le mâle holotype mesure 6,65 mm et la femelle paratype 8,37 mm.

## Publication originale
- Gray & Smith, 2008 : A new subfamily of spiders with grate-shaped tapeta from Australia and Papua New Guinea (Araneae: Stiphidiidae: Borralinae). Records of the Australian Museum, vol. 60, p. 13-44 (texte intégral).